# Höfn
Höfn o Höfn í Hornafirði è una località portuale dell'Islanda lungo la Hringvegur del comune di Hornafjörður, nella regione dell'Austurland.